# Judith Roosjen
Judith Roosjen (Groningen, 10 mei 2002) is een voetbalspeelster uit Nederland. Ze speelt als aanvaller voor PEC Zwolle in de Vrouwen Eredivisie.

## Clubcarrière
In haar jeugdjaren speelde Judith Roosjen voor Lycurgus. Op haar vijftiende maakte ze de overstap naar sc Heerenveen. In de zomer van 2021 maakte ze de overstap naar VV Alkmaar.
Roosjen speelde op 27 augustus 2021 haar debuutwedstrijd in de Vrouwen Eredivisie voor vv Alkmaar door in de basis te starten tegen FC Twente. Op 5 november 2021 maakte ze haar eerste doelpunt in een thuiswedstrijd tegen Excelsior. Na afloop van het seizoen 2021/22 verlengde Roosjen haar contract met één jaar.
In 2023 maakte Roosjen de overstap naar FC Utrecht. Hier kende ze een explosieve start door in twee duels vijf keer tot scoren te komen. FC Utrecht maakte op 17 mei 2025, na de laatste eredivisiewedstrijd van het seizoen 2024/25 tegen PEC Zwolle, bekend dat Roosjen de club ging verlaten. Ze tekende vervolgens een tweejarig contract bij competitiegenoot PEC Zwolle.

## Statistieken
| Seizoen | Club       | Competitie | Competitie | Competitie | Beker | Beker | Overig | Overig | Totaal | Totaal |
| Seizoen | Club       | Competitie | Wed.       | Dlp.       | Wed.  | Dlp.  | Wed.   | Dlp.   | Wed.   | Dlp.   |
| ------- | ---------- | ---------- | ---------- | ---------- | ----- | ----- | ------ | ------ | ------ | ------ |
| 2021/22 | VV Alkmaar | Eredivisie | 16         | 1          | 0     | 0     | 0      | 0      | 16     | 1      |
| 2022/23 | VV Alkmaar | Eredivisie | 20         | 5          | 1     | 0     | 0      | 0      | 21     | 5      |
| 2023/24 | FC Utrecht | Eredivisie | 20         | 5          | 1     | 0     | 0      | 0      | 21     | 5      |
| 2024/25 | FC Utrecht | Eredivisie | 16         | 1          | 1     | 0     | 0      | 0      | 17     | 1      |
| Totaal  | Totaal     | Totaal     | 72         | 12         | 1     | 0     | 0      | 0      | 73     | 12     |

Bijgewerkt t/m 14 juni 2025.
Davelaar ·
Huizenga ·
Iedema ·
Lindner ·
Roosjen ·
Schilder ·
Tissingh ·
Van de Velde ·
Zijp ·
Coach: De Gunst